# Mateu Ferrer i Oller
Mateu Ferrer i Oller (Barcelona, 1788 - 4 de gener de 1864) fou un compositor, organista, director d'orquestra i mestre de capella català. Va ser conegut pels seus conciutadans, que el tenien en gran estima, com a Mateuet.

## Dades biogràfiques
Fill de Francisco Ferrer, d'ofici passamaner, i Agnès Oller, tots dos de Barcelona. Es va formar musicalment a la Catedral de Barcelona en uns anys en què Francesc Queralt n'era el mestre de capella i Carles Baguer l'organista, de manera que aquests foren els seus principals mestres. Quan Baguer va morir l'any 1808, Ferrer el succeí en el càrrec d'organista. Va tenir com a deixebles al castellonenc Antonio Pitarch Simó, i al mataroní Baltasar Dorda i Lloveras, entre d'altres. En aquest càrrec hi va romandre fins a la seva mort.
Tenia un caràcter afable, bondadòs i alegre i sempre es divertia explicant anècdote gracioses. Donava classes a joves, que ja tenien alguns coneixement al piano, orgue i en composició, sense ànim de lucre, de manera que casa seva semblava un petit conservatori pels matins.
A partir de l'any 1827 també va ser el director musical del Teatre de la Santa Creu, càrrec en el qual va succeir a Ramon Carnicer. Prèviament, mentre el director era Carnicer, Mateu Ferrer era el primer contabaix de l'orquestra, ja que rondava l'excel·lència, així com amb la flauta, i altres intruments. Des de 1830 també va ser mestre de capella de la Seu. Ocupar els dos càrrecs musicals principals del temple més important de la ciutat i la direcció del teatre d'òpera, li donava una posició del tot privilegiada dins del panorama musical de la ciutat.
Casa seva fou sovint lloc de trobada dels músics més destacats de la ciutat, entre d'altres, Ramon Vilanova, Baltasar Saldoni (que li dedicà un article entusiasta al seu Diccionario) o Gabriel Balart. A més a més, fou mestre d'algun d'ells.
La seva anomenada era especialment gran pel que fa als seus dots com a organista i com a compositor de fugues. Va ser el millor organista d'Espanya i França, tant en el gènere fugat, com en el lliure, no tenia ningú a l'altura. També era dels millors versificant sobre salms i cant pla. Tot ho improvisava i mai va tocar res estudiat.
El funeral que se celebrà en honor seu a Santa Maria del Mar va ser multitudinari i constituí la prova de l'estima en què se'l tenia. Fou enterrat al Cementiri del Poblenou.

## Obra
Deixà molta producció religiosa com ara misses, motets, lletanies, himnes, càntics, un oratori titulat Nabucodonosor, per a l'Oratori de Sant Felip Neri, i tres simfonies. Aquestes simfonies, segueixen l'estructura que més habitualment, avui en dia, es coneix com a obertura: un allegro en forma sonata precedit d'una introducció breu lenta. Podríem citar també un cor i un duet creats l'any 1827, i interpretats al Teatre de la Santa Creu. El cor el va interpretar el seu cunyat, D. José Rodríguez Calonje. A més a més, el va compondre per a l'òpera I bacanali di Roma, del mestre Pietro Generali. Aquesta obra va tenir un gran efecte entre el públic per la seva melodia enèrgica i una instrumentació admirable, i va donar a conéixer per primera vegada al cantant Rodríguez Calonje. Pel que fa al duet, el va escriure imitant el de l'òpera Giulietta e Romeo (Vaccai) de Nicola Vaccai. El duet era la peça predilecte del públic, que l'escoltava en silenci sepulcral, ja que feia repetir la Cabaletta, la melodia de la qual es va convertir en cant popular per a totes les classes de la ciutat dels comtes.
Com a director i acompanyat d'òpera, era exemplar. Era dels pocs, que agafava qualsevol partitura d'òpera arribada d'Itàlia i acompanyava els cantants de les Companyies, a piano, quasi de memòria, i amb gran mestratge. Les dues òperes més recordades, en les que demostrava aquest talent, són Caritea de Saverio Mercadante i Tebaldo e Isolina de Francesco Morlacchi. També se l'havia vist en més d'una ocasió, dirigir orquestres d'òperes complertes sense partitura, havent-les assajat a piano tres o quatre vegades amb els cantants. A més a més, feia els arranjaments corresponents de memòria.

## Discografia
Sor: Concert per a violí; Ferrer: Simfonia en re major; Baguer: Simfonia en sol major (2004). Orquestra de Cambra Catalana., Dir. J. J. Pàmies. La mà de guido.